# Платов (аеропорт)
Міжнародний аеропорт "Платов" (IATA: ROV, ICAO: URRP)(рос. Международный аэропорт Платов) — міжнародний аеропорт Ростова-на-Дону.
Розташовано за 29 км на північний схід від Ростова-на-Дону в Аксайському районі Ростовська область, Росія за 15 км на північний захід від міста Новочеркаськ та за 4 км на північ від станиці  станиці Грушевської, поблизу федеральної автотраси М-4).
Найменовано на честь Матвія Платова
Є хабом авіаліній:
- Азимут[1]
- Azur Air
- Pobeda[en][2]
- Rossiya Airlines[en]
- Royal Flight
- Ural Airlines[en]

Технічний рейс (з аеропорту Ростов-на-Дону) виконано 18 листопада 2017 року. Відкриття аеропорту відбулось 7 грудня 2017 року.

## Приймаємі типи повітряних суден
Летовище допущено до прийому літаків Airbus A310, Airbus A319, Airbus A320, Airbus A321, Boeing 737, Boeing 757, Boeing 767, CRJ, Ан-124, Іл-62, Іл-76, Ту-154, Ту-204 і всіх більш легких, а також гелікоптерів всіх типів.

## Послуги
Головний пасажирський термінал має площу 50 тис. м², 7 телетрапів та 10 гейтів. Крім того, аеропортовий комплекс  має вантажний та VIP-термінал площею 2880 м².  Автостоянка може прийняти до 2500 автомобілів.

## Авіалінії та напрямки, листопад 2020
| Авіакомпанія       | Пункт призначення |
| ------------------ | --- |
| Aeroflot           | Москва–Шереметьєво |
| Air Serbia         | Белград |
| Азимут             | Астрахань, Баку, Бішкек, Челябінськ, Грозний, Калінінград, Калуга, Казань, Махачкала, Мінеральні Води, Москва-Внуково, Мюнхен, Нижній Новгород, Новосибірськ, Омськ, Перм, Самара, Ст Петербург, Саратов, Сімферополь, Сочі, Тель-Авів, Тюмень, Уфа, Єкатеринбург, Єреван |
| Azur Air           | Сезонний чартер: Дубай-Аль-Мактум, Гоа, Паттайя, Пхукет, Санья |
| Belavia            | Мінськ |
| FlyArmenia         | Єреван (з 8 грудня 2020) |
| flydubai           | Дубай |
| IrAero             | Москва-Домодєдово |
| NordStar           | Норильськ, Єкатеринбург |
| Nordwind Airlines  | Стамбул Сезонний чартер: Пхукет |
| Pegas Fly          | Сочі |
| Red Wings Airlines | Сезонний чартер: Анталія, Стамбул |
| Rossiya            | Москва–Шереметьєво, Ст Петербург |
| S7 Airlines        | Москва-Домодєдово |
| Smartavia          | Москва-Домодєдово, Ст Петербург |
| Smartwings         | Прага |
| Turkish Airlines   | Стамбул-Аеропорт |
| Utair              | Астрахань, Краснодар |
| UVT Aero           | Челябінськ, Красноярськ-Ємельяново, Владикавказ, Волгоград |
| Uzbekistan Airways | Ташкент |

## Наземний транспорт
До аеропорту підведена автострада до шосе М4, маршрутні таксі відправляються до Ростову-на-Дону що 20 хвилин, Ростовський уряд закупив 20 автівок для цього маршруту.

## Дивись також
- Аеропорт Ростова-на-Дону